# Neotheronia apicina
Neotheronia apicina är en stekelart som först beskrevs av Costa 1864.  Neotheronia apicina ingår i släktet Neotheronia och familjen brokparasitsteklar. Inga underarter finns listade i Catalogue of Life.